# День пам'яток історії та культури
Де́нь пам'ято́к істо́рії та культу́ри — свято України. Відзначається щорічно 18  квітня. Припадає також на Міжнародний день пам'яток і визначних місць.

## Історія свята
Свято встановлено в Україні «…на підтримку ініціативи вчених, архітекторів, реставраторів, працівників державних органів охорони пам'яток історії та культури…» згідно з Указом Президента України «Про День пам'яток історії та культури» від 23 серпня 1999 року № 1062/99.